# Orion (rumfartøj)
 For alternative betydninger, se Orion. (Se også artikler, som begynder med Orion)
Orion Multi-Purpose Crew Vehicle (eller blot Orion eller MPCV) er et amerikansk rumfartøj, hvis formål er at gennemføre bemandede missioner med op til fire astronauter ud i rummet i en bane højere end lavt jordkredsløb. Orion er tiltænkt at skulle muliggøre bemandede missioner til Månen, en eller flere asteroider og Mars. Projektet er under udvikling ved NASA. Det er planen, at fartøjet skal sende astronauter til ISS og senere til Månen og eventuelt til Mars.
Orion er efterfølgeren til de tidligere rumfærger Discovery, Atlantis og Endeavour.
Orion gennemførte sin første testflyvning (Exploration Flight Test 1 (EFT-1)) den 5. december 2014, da rumfartøjet kl. 7.05 lokal tid blev sendt ud i rummet med løfteraketten Delta IV Heavy. Efter at have fløjet rundt om Jorden to gange, landede Orion som planlagt i Stillehavet.
Den første bemandede mission er planlagt at finde sted efter 2020.
Planerne om et rumfartøj til afløsning af de aldrende rumfærger blev oprindeligt udviklet i form af et rumfartøj "Orion", der blev benævnt Crew Exploration Vehicle og var en del af det såkaldte "Constellation program". Programmet blev dog skrottet og et modificeret Orion-projekt, der var baseret på det gamle projekt blev offentliggjort af NASA den 24. maj 2011. Kommandomodulet er konstrueret af Lockheed Martin. Service modulet er fremstillet i et projekt ledet af European Space Agency, og bygget af Airbus Defence and Space.

## Løfteraketter
Løfteraketten Ares I var oprindeligt påtænkt til opsendelse af Orion. Løfteraketten Ares V skulle opsende de måne- og marsmoduler, Orion skulle sammenkobles med i lavt jordkredsløb. Ved den første testflyvning vil blive anvendt løfteraketten Delta IV Heavy.

## Sikkerhed
Besætningens sikkerhed blev evalueret i forbindelse med en rapport 30. december 2008. Rapporten lavet er på baggrund af Columbia-ulykken der hændte i 2003.
Procedurer og udstyr skal sikre astronauternes overlevelse i kritiske situationer.

## Eksterne links
- Wikimedia Commons har flere filer relateret til Orion (rumfartøj)
- Projektets officielle hjemmeside Arkiveret 12. november 2020 hos  Wayback Machine på nasa.gov
- Spherical panoramas of the GTA in Michoud, LA & Littleton, CO (Webside ikke længere tilgængelig)
- ESA Photo Gallery
- Mission concept for combined Orion/Sample return
- Nasa afprøvede redningstårn til sløjfet raket Arkiveret 10. maj 2010 hos  Wayback Machine Ingeniøren

| Rumfart | Spire Denne artikel om rumfart er en spire som bør udbygges. Du er velkommen til at hjælpe Wikipedia ved at udvide den. |